# Gran Pulgarcito
Gran Pulgarcito va ser una publicació juvenil de l'Editorial Bruguera que va aparèixer en 1969 i va constar de 84 números ordinaris, més tres especials ("Extra de verano 1969", "Almanaque para 1970" i "Extra de verano 1970"). Va constituir un dels grans encerts de l'editorial en la dècada dels setanta, al costat de Joyas Literarias Juveniles i la Col·lecció Olé, i la seva publicació de més qualitat fins llavors. Estava dirigida per Jorge Gubern Ribalta.

## Trajectòria
El tècnic editorial Jordi Bayona va concebre la idea de realitzar una revista de grans dimensions a manera de la revista francesa Pilote després que Víctor Mora li enviés alguns exemplars des de París, però el director de publicacions Rafael González la va rebutjar. Finalment, la revista va tirar endavant perquè una de les filles de Francisco Bruguera, propietari de l'editorial, també coneixia la revista, i va acabar convencent al seu pare.
Quan "Gran Pulgarcito" va aparèixer el gener de 1969 substituïa una altra revista de Bruguera, Bravo i pretenia competir amb "Gaceta Junior". Tenia així una mida i un preu (10 pessetes) més gran que la resta de les publicacions de l'editorial, si bé la qualitat d'impressió seguia sent baixa, alternant pàgines en quadricromia amb altres en bitons.
Va implantar a més i de forma definitiva les sèries per episodis, tant de material estranger (sobretot de "Pilote") com espanyol. Les sèries amb les que es va concebre la revista van ser les següents: 
| Inici      | Números | Títol                           | Histories de "continuarà" | Autoria                             | Procedència                                                                                                 |
| ---------- | --- | ------------------------------- | --- | ----------------------------------- | --- |
| 01/1969    | 1-6, 8-9, 11, 14, 16, 18, 20, 22, 24, 26, 28, 30, 33, 36-37, 39, 41, 43, 46, 67, 69, 71, ExVer69                                                                            | Don Polillo                     | | Vázquez, Blas Sanchís               | Nova |
| 01/1969    | 1-28 | Sam                             | | Fabian                              | Nova |
| 01/1969    | 1-84 | Astèrix                         | Astérix legionario (1-13) Astérix en Bretaña (16-26) Astérix, el galo (27-37) Los godos (38-48) El caldero (49-59) Astèrix a Hispània(60-70) La cizaña (71-84)                                           | René Goscinny/ Albert Uderzo        | Pilote, després a "Mortadelo"                                                                               |
| 01/1969    | 1-34, 36-84 | Mortadel·lo i Filemó            | El sulfato atómico (1-23) Contra el "gang" del chicharrón (24-34) Safari callejero (42-52) Valor y... ¡al toro! (53-73) El caso del bacalao (74-84)                                                      | Francisco Ibáñez                    | Primeres historietes llargues dels personatges, després a "Mortadelo" on es va acabar "El caso del bacalao" |
| 01/1969    | 1-22, 53, 61, ExVer69, Alm70 | Michel Tanguy                   | Cota cero (1-22) | Jean-Michel Charlier/ Albert Uderzo | Pilote |
| 01/1969    | 1-8, 10-28, 31-34, 37-42, 45, 47, 49, 51-52, 54, 56, 58, 66-70, 72-73, 76, 78, 82-84, ExVer69, Alm70, ExVer70                                                               | La abuelita Paz                 | | Vázquez, Blas Sanchís               | Nova, després a "Mortadelo" i "Super Mortadelo"                                                             |
| 01/1969    | 1-7, 9, 11-24, 26-34, 38-41, 43, 46, 48, 50, 53, 55, 57, 60, ExVer69, Alm70                                                                                                 | Feliciano                       | | Vázquez, Blas Sanchís               | Nova, després a "Mortadelo"                                                                                 |
| 01/1969    | 1-10, 12, 14-68, 70-71, 74, 77, 79-83, ExVer69, Alm70 | Aquiles Talón                   | | Greg                                | Pilote |
| 01/1969    | 1-11, 13-18, 20-32, 34-41, 43-44, 46-48, 50-55, 57-60, 62, 64-71, ExVer69, ExVer70                                                                                          | Topolino, el último héroe       | | Alfons Figueras i Fontanals         | "Bravo" |
| 01/1969    | 1-81 | El teniente Blueberry           | La ruta de los navajos (1-23) El hombre de la estrella de plata (23-34) El caballo de hierro (35-46) El hombre del puño de acero (46-57) La ruta de los sioux (58-69) El general Cabellera Rubia (69-81) | Jean-Michel Charlier/Gir            | Pilote |
| 01/1969    | 1-12, 16-18, 21-24, 27-29, 33-34, 42-44, 46-58, 60-67, 70, 73-84, ExVer69, ExVer70                                                                                          | Manolón, conductor de camión    | | Raf                                 | |
| 01/1969    | 1-21, 23-31, 34-40, 42-47, 50, 55, 59, ExVer69, ExVer70 | El califa Harun El Pussah       | | René Goscinny/Jean Tabary           | Pilote |
|            | 1-15 | Colorama                        | | Murtin/Fronval                      | |
|            | 1-4, 6, 7, 9-11, 13-15, 17, 19-21, 26, 29, 33, 35, 38, 41-44, 46, 48, 50-52, 54-55, 57-71, Alm70                                                                            | Contigrafías                    | | Conti                               | |
| 03/02/1969 | 2-6, 8-9, 11-14, 16-19, 21-22, 24, 26-27, 29-35, 39-40, 43-45, 47-49, 51-64, 66, 69, 70, 71, 73, 77, 78, 80, 81, 84, ExVer69, Alm70, ExVer70                                | La Panda                        | | Segura                              | Nova |
| 10/02/1969 | 3-4, 10-13, 18, 22-25, 27-28, 31, 33, 36-38, 40, 44-46, 48-49, 52, 55, 59-60, 62                                                                                            | Don Alirón y la ciencia ficción | | Conti                               | Nova |
| 17/02/1969 | 4, 5, 7, 9, 12 | Regalín                         | | José Castillo                       | Nova, historieta publicitària                                                                               |
| 10/03/1969 | 7, 10, 12-13, 15, 17, 19, 21, 23, 25, 27, 29, 31, 35, 38, 42, 44-45, 48, 50, 51, 53-54, 56, 58, 60, 62, 64, 66, 68, 70, 73, 75, 77, 79, 81, 83, 84, ExVer69, Alm70, ExVer70 | Flash el fotógrafo              | | Raf                                 | Nova |

A partir del seu número 18 i fins al 43, va incloure una secció d'una pàgina titulada El Museu de la Historieta, que recordava els personatges de l'editorial amb una de les seves historietes antigues, acusant així la corrent reivindicativa del mitjà que es donava llavors a Espanya. També es va incorporar Gotlib amb el seu número 22, i sèries de temàtica fantàstica com Submerian i Fidelio. Posteriorment va incorporar sèries de la IPC i l'humor de l'argentí Oski.
| Inici       | Números                                                              | Títol                                                | Histories de "continuarà" | Autoria                     | Procedència                       |
| ----------- | -------------------------------------------------------------------- | ---------------------------------------------------- | ------------------------- | --------------------------- | --------------------------------- |
| 19/05/1969  | 17, 19, 21, 23, 35, 37                                               | Uhu y el niño Prudencio                              |                           | Ibáñez                      |                                   |
| 26/05/1969  | 18                                                                   | El reporter Tribulete, que en todas partes se mete   |                           | Cifré                       | Reedició                          |
| 2/06/1969   | 19                                                                   | Carpanta                                             |                           | Escobar                     | Reedició                          |
| 9/06/1969   | 20                                                                   | Doña Urraca                                          |                           | Jorge                       | Reedició                          |
| 16/06/1969  | 21                                                                   | Gordito Relleno                                      |                           | Peñarroya                   | Reedició                          |
| 23/06/1969  | 22                                                                   | Las tremebundas fazañas de don Furcio Buscabollos    |                           | Cifré                       |                                   |
| 23/06/1969  | 22, 35                                                               | Buck-Gallo                                           |                           | Tabary/ Mic-Delinx          |                                   |
| 30/06/1969  | 23, 64-71                                                            | El Inspector Dan                                     |                           | Giner                       |                                   |
| 14/07/1969  | 25, 41, 56                                                           | Submerian                                            |                           | Jacques Lob/Georges Pichard | Pilote                            |
| 21/07/1969  | 26                                                                   | Zipi y Zape                                          |                           | Escobar                     |                                   |
| 11/08/1969  | 29-71, 75                                                            | Roby                                                 |                           | Figueras                    |                                   |
| 18/08/1969  | 30                                                                   | Carioco                                              |                           | Conti                       |                                   |
| 25/08/1969  | 31                                                                   | Las hermanas Gilda                                   |                           | Vázquez                     |                                   |
| 1/09/1969   | 32, 34, 40, 47, 49-53, 55, 57, 59, 61, 63, 65, 72, 74-76, 78, 80, 82 | Pepe Barrena                                         |                           | Segura                      | Nova, després també a "Mortadelo" |
| 1/09/1969   | 32, 42                                                               | Cinelocuras                                          |                           | Figueras                    |                                   |
| 1/09/1969   | 32                                                                   | Cucufato Pi                                          |                           | Cifré                       |                                   |
| 8/09/1969   | 33, 51                                                               | Cosas de Astérix                                     |                           |                             |                                   |
| 15/09/1969  | 34                                                                   | El doctor Cataplasma                                 |                           | Schmidt                     | Reedició                          |
| 22/09/1969  | 35                                                                   | Don Berrinche                                        |                           | Peñarroya                   |                                   |
| 22/09/1969  | 35-39, 49, 53, 54, 57, 62, Alm70                                     | Campeonio                                            | El sidralón (35-39)       | Raf                         | "El DDT"                          |
| 29/09/1969  | 36                                                                   | Don Cloroformo                                       |                           | Nadal                       | Reedició                          |
| 29/09/1969  | 36, 48, 54                                                           | Fidelio                                              |                           | Fred                        | Pilote                            |
| 6/10/1969   | 37                                                                   | Ofelio                                               |                           | Jorge                       | Reedició                          |
| 13/10/1969  | 38                                                                   | Pedrusco Brutote                                     |                           | Peñarroya                   |                                   |
| 13/10/1969  | 38                                                                   | Don Telescopio                                       |                           | Escobar                     |                                   |
| 13/10/1969  | 38                                                                   | Sinforino                                            |                           | Jorge                       |                                   |
| 20/10/1969  | 39                                                                   | Don Danubio                                          |                           | Schmidt                     | Reedició                          |
| 3/11/1969   | 41, 43-49, Alm70                                                     | La vida adormilada de Morfeo Pérez                   |                           | Carlos Conti                | Reedició de "El DDT"              |
| 17/11/1969  | 43                                                                   | Don Agapito, su perro y su chico, que es un gamberro |                           | Raf                         | Reedició de "Pulgarcito"          |
| 24/11/1969- | 44-45                                                                | Seis páginas para leer cantando                      |                           | Fred/Bielsa                 |                                   |
| 01/12/1969- | 45-46, 48-50                                                         | Dossier "Platillos volantes"                         |                           | Lob/Gigi                    |                                   |
| 12/01/1970  | 51-65, 67-68                                                         | Sisebuto, detective astuto                           |                           | Jorge                       | Reedició de "Pulgarcito"          |
| 2/02/1970   | 54-57                                                                | Rufufú                                               |                           | Vázquez                     |                                   |
| 10/02/1970  | 55-72                                                                | Joe Marmota, el vago de Minnesota                    |                           | I.P.C.                      |                                   |
| 17/02/1970  | 56-71                                                                | Cuervo Loco, pica, pero pica poco                    |                           |                             | I.P.C.                            |
| 17/02/1970  | 56                                                                   | La máquina rebelde                                   |                           | Mallet                      | Pilote                            |
| 24/02/1970  | 57-64, 66                                                            | El sabio Megatón                                     |                           | Cifré                       |                                   |
| 24/02/1970  | 57-64                                                                | El "Chipirón" y su tripulación                       |                           | Figueras                    | "Tele Color"                      |
| 24/02/1970  | 57-62                                                                | El doctor Esparadrapo y su ayudante Gazapo           |                           | Ibáñez                      | Reedició                          |
| 2/03/1970   | 58, 60, 62-63                                                        | Polvorilla y Castorín                                |                           | Cassarell/Torregrosa        |                                   |
| 13/04/1970  | 64-71                                                                | Urtanín                                              |                           |                             | I.P.C.                            |
| 27/04/1970  | 66                                                                   | Pepito, el robot                                     |                           | Gin                         |                                   |
| 4/05/1970   | 67-69, 71                                                            | La Osa Mayor, agencia teatral                        |                           | Vázquez                     |                                   |
| 4/05/1970   | 67-71                                                                | El sheriff Chiquito, que es todo un gallito          |                           | Schmidt                     |                                   |
| 11/05/1970  | 68, 70-71, Alm70, ExVer70                                            | Anacleto, agente secreto                             |                           | Vázquez                     |                                   |
| 18/05/1970  | 69                                                                   | El sheriff de Porra City                             |                           | Ibáñez                      |                                   |

A partir del núm 72, el títol va ser " Félix: el amigo de los animales", quedant "Gran Pulgarcito" com a subtítol.
| Inici      | Números            | Títol                | Histories de "continuarà" | Autoria              | Procedència |
| ---------- | ------------------ | -------------------- | ------------------------- | -------------------- | ----------- |
| 8/06/1970  | 72-84, ExVer70     | Safari en África     |                           | E. Sánchez/Usero     | Nova        |
| 8/06/1970  | 72-84, ExVer70     | Gran fauna           |                           | E. Sánchez/L. Blasco |             |
| 8/06/1970  | 72-73, 75-78, 81   | Los deportes         |                           |                      |             |
| 29/06/1970 | 75-76, 78-81       | Maravillas del mundo |                           |                      |             |
| 13/07/1970 | 77, 79-84, ExVer70 | Tapón y Dalilo       |                           | Castillo             |             |

L'èxit de les noves aventures de Mortadel·lo i Filemó va portar a l'editorial a crear una nova revista, Mortadelo, que va acabar per desplaçar a "Gran Pulgarcito", que va desaparèixer amb el seu número 84.